# Rajd Barum 2022
Rajd Barum 2022 (51. Barum Czech Rally Zlín) – 51. edycja Rajdu Barum rozgrywanego w Czechach od 27 do 28 sierpnia 2022 roku. Była to siódma runda Rajdowych Mistrzostw Europy w roku 2022 oraz szósta runda Rajdowych Mistrzostw Czech. Rajd został rozegrany na nawierzchni asfaltowej i składał się z trzynastu odcinków specjalnych.

## Lista startowa[1]
| Nr. | Kierowca                   | Pilot                     | Samochód               | Zespół                                |
| --- | -------------------------- | ------------------------- | ---------------------- | ------------------------------------- |
| 1   | Efrén Llarena              | Sara Fernández            | Škoda Fabia Rally2 evo | Team MRF Tyres                        |
| 2   | Simone Tempestini          | Sergiu Itu                | Škoda Fabia Rally2 evo | Simone Tempestini                     |
| 3   | Javier Pardo Siota         | Adrián Pérez Fernández    | Škoda Fabia Rally2 evo | Team MRF Tyres                        |
| 4   | Jan Kopecký                | Jan Hloušek               | Škoda Fabia Rally2 evo | Agrotec Škoda Rally Team              |
| 5   | Alberto Battistolli        | Simone Scattolin          | Škoda Fabia Rally2 evo | Alberto Battistolli                   |
| 6   | Erik Cais                  | Petr Těšínský             | Ford Fiesta Rally2     | Yacco ACCR Team                       |
| 7   | Simone Campedelli          | Tania Canton              | Škoda Fabia Rally2 evo | Team MRF Tyres                        |
| 8   | Ken Torn                   | Kauri Pannas              | Ford Fiesta Rally2     | Plon RT                               |
| 9   | Norbert Herczig            | Ramón Ferencz             | Škoda Fabia Rally2 evo | Team MRF Tyres                        |
| 10  | Tom Kristensson            | Andreas Johansson         | Hyundai i20 R5         | Kowax 2BRally Racing                  |
| 11  | Simon Wagner               | Gerald Winter             | Škoda Fabia Rally2 evo | Eurosol Racing Team Hungary           |
| 12  | Filip Mareš                | Radovan Bucha             | Škoda Fabia Rally2 evo | Entry Engineering – ATT Investments   |
| 14  | Adam Březík                | Ondřej Krajča             | Škoda Fabia R5         | Samohýl Škoda Team                    |
| 15  | Albert von Thurn und Taxis | Bernhard Ettel            | Škoda Fabia Rally2 evo | BRR Baumschlager Rallye & Racing Team |
| 16  | Martin Vlček               | Alexandra Skripová        | Hyundai i20 R5         | Kowax 2BRally                         |
| 17  | Martin László              | Dávid Berendi             | Škoda Fabia Rally2 evo | Topp-Cars Rally Team                  |
| 18  | Petr Semerád               | Danny Persein             | Škoda Fabia Rally2 evo | Petr Semerád                          |
| 19  | Emmanuel Guigou            | Kévin Bronner             | Alpine A110 Rally RGT  | Emmanuel Guigou                       |
| 20  | Raphaël Astier             | Frédéric Vauclare         | Alpine A110 Rally RGT  | Raphaël Astier                        |
| 21  | Jakub Jirovec              | Vítězslav Baďura          | Alpine A110 Rally RGT  | Jakub Jirovec                         |
| 22  | Martin Rada                | Jaroslav Jugas            | Abarth 124 Rally RGT   | Agrotec Autoklub v AČR                |
| 23  | Roberto Gobbin             | Ismaele Barra             | Abarth 124 Rally RGT   | Roberto Gobbin                        |
| 24  | Igor Widłak                | Daniel Dymurski           | Ford Fiesta Rally3     | KG-RT                                 |
| 25  | Laurent Pellier            | Marine Pelamourgues       | Opel Corsa Rally4      | ADAC Opel Rallye Junior Team          |
| 26  | Óscar Palomo Ortíz         | Rodrigo Sanjuan           | Peugeot 208 Rally4     | Óscar Palomo Ortíz                    |
| 27  | Andrea Mabellini           | Virginia Lenzi            | Renault Clio Rally4    | Toksport WRT                          |
| 28  | Toni Herranen              | Sebastian Virtanen        | Ford Fiesta Rally4     | Toni Herranen                         |
| 29  | Roberto Daprà              | Luca Guglielmetti         | Renault Clio Rally4    | Roberto Daprà                         |
| 30  | Norbert Maior              | Francesca Maria Maior     | Peugeot 208 Rally4     | Norbert Maior                         |
| 31  | Victor Hansen              | Victor Johansson          | Ford Fiesta Rally4     | Victor Hansen                         |
| 32  | Mattia Vita                | Sofia D’Ambrosio          | Ford Fiesta Rally4     | Mattia Vita                           |
| 33  | Nick Loof                  | Hugo Magalhães            | Ford Fiesta Rally4     | Nick Loof                             |
| 34  | Alex Español               | José Murado González      | Renault Clio Rally4    | Alex Español                          |
| 35  | Daniel Polášek             | Kateřina Janovská         | Ford Fiesta Rally4     | Yacco ACCR Team                       |
| 36  | Fabian Zeiringer           | Angelika Letz             | Opel Corsa Rally4      | ADAC Opel Rallye Junior Team          |
| 37  | Norman Kreuter             | Jeannette Kvick Andersson | Peugeot 208 Rally4     | Norman Kreuter                        |
| 38  | Roland Stengg              | Anna-Maria Seidl          | Opel Corsa Rally4      | Team Stengg Motorsport                |
| 39  | Paulo Soria                | Marcelo Der Ohannesian    | Renault Clio Rally5    | Paulo Soria                           |
| 40  | Sergio Fuentes Matías      | Alain Peña Salvador       | Renault Clio Rally5    | C.D. Todo Sport                       |
| 41  | Giorgio Cogni              | Gabriele Zanni            | Renault Clio Rally5    | Giorgio Cogni                         |
| 42  | Andrea Mazzocchi           | Silvia Gallotti           | Renault Clio Rally5    | Andrea Mazzocchi                      |
| 43  | Emre Hasbay                | Onur Vatansever           | Renault Clio Rally5    | Emre Hasbay                           |
| 44  | Patrik Herczig             | Kristóf Varga             | Renault Clio Rally5    | Herczig ASE                           |
| 45  | Ghjuvanni Rossi            | Arnaud Dunand             | Renault Clio Rally5    | Ghjuvanni Rossi                       |

## Zwycięzcy odcinków specjalnych[2]
| Dzień   | Numer odcinka | Nazwa odcinka | Długość  | Zwycięzca odcinka                                                                                              | Samochód                                                                        | Czas    | Lider rajdu |
| ------- | ------------- | ------------- | -------- | --- | ------------------------------------------------------------------------------- | ------- | ----------- |
| 26 VIII | OS1           | SSS Zlín      | 9,57 km  | Jan Kopecký | Škoda Fabia Rally2 evo                                                          | 7:07,1  | Jan Kopecký |
| 27 VIII | OS2           | Březová 1     | 12,73 km | Miklós Csomós                                                                                                  | Škoda Fabia R5                                                                  | 8:14,8  | Václav Pech |
| 27 VIII | OS3           | Držková 1     | 24,32 km | Jan Kopecký Václav Pech                                                                                        | Škoda Fabia Rally2 evo Ford Focus RS WRC'06                                     | 13:47,3 | Václav Pech |
| 27 VIII | OS4           | Semetín 1     | 11,51 km | Jan Kopecký | Škoda Fabia Rally2 evo                                                          | 6:38,3  | Václav Pech |
| 27 VIII | OS5           | Březová 2     | 12,73 km | Václav Pech | Ford Focus RS WRC'06                                                            | 7:43,0  | Václav Pech |
| 27 VIII | OS6           | Držková 2     | 24,32 km | Erik Cais | Ford Fiesta Rally2                                                              | 13:40,7 | Jan Kopecký |
| 27 VIII | OS7           | Semetín 2     | 11,51 km | Jan Kopecký | Škoda Fabia Rally2 evo                                                          | 6:33,2  | Jan Kopecký |
| 28 VIII | OS8           | Bunč 1        | 15,20 km | Dominik Stříteský                                                                                              | Škoda Fabia R5                                                                  | 8:39,1  | Jan Kopecký |
| 28 VIII | OS9           | Maják 1       | 13,20 km | Filip Mareš | Škoda Fabia Rally2 evo                                                          | 7:24,1  | Jan Kopecký |
| 28 VIII | OS10          | Pindula 1     | 19,54 km | Ken Torn | Ford Fiesta Rally2                                                              | 10:37,8 | Jan Kopecký |
| 28 VIII | OS11          | Bunč 2        | 15,20 km | Jan Kopecký Erik Cais Simone Campedelli Norbert Herczig Simon Wagner Filip Mareš Adam Březík Dominik Stříteský | Škoda Fabia Rally2 evo Ford Fiesta Rally2 Škoda Fabia Rally2 evo Škoda Fabia R5 | 9:55,4  | Jan Kopecký |
| 28 VIII | OS12          | Maják 2       | 13,20 km | Simon Wagner                                                                                                   | Škoda Fabia Rally2 evo                                                          | 7:20,2  | Jan Kopecký |
| 28 VIII | OS13          | Pindula 2     | 19,54 km | Adam Březík | Škoda Fabia R5                                                                  | 10:45,7 | Jan Kopecký |

### Power Stage – OS 13[3]
| Poz. | Kierowca        | Pilot             | Samochód               | Zespół                      | Czas/Strata | Pkt. |
| ---- | --------------- | ----------------- | ---------------------- | --------------------------- | ----------- | ---- |
| 1    | Adam Březík     | Ondřej Krajča     | Škoda Fabia R5         | Samohýl Škoda Team          | 10:45,7     | 5    |
| 2    | Norbert Herczig | Ramón Ferencz     | Škoda Fabia Rally2 evo | Team MRF Tyres              | +3,1        | 4    |
| 3    | Simon Wagner    | Gerald Winter     | Škoda Fabia Rally2 evo | Eurosol Racing Team Hungary | +11,4       | 3    |
| 4    | Jan Kopecký     | Jan Hloušek       | Škoda Fabia Rally2 evo | Agrotec Škoda Rally Team    | +11,7       | 2    |
| 5    | Tom Kristensson | Andreas Johansson | Hyundai i20 R5         | Kowax 2BRally Racing        | +13,2       | 1    |

## Wyniki końcowe
W klasyfikacji generalnej dodatkowe punkty przyznawane są za odcinek Power Stage.
| Lp.                          | Kierowca                     | Pilot                        | Samochód                     | Zespół                                | Czas                         | Punkt ERC                    |
| Klasyfikacja generalna i ERC | Klasyfikacja generalna i ERC | Klasyfikacja generalna i ERC | Klasyfikacja generalna i ERC | Klasyfikacja generalna i ERC          | Klasyfikacja generalna i ERC | Klasyfikacja generalna i ERC |
| ---------------------------- | ---------------------------- | ---------------------------- | ---------------------------- | ------------------------------------- | ---------------------------- | ---------------------------- |
| 1                            | Jan Kopecký                  | Jan Hloušek                  | Škoda Fabia Rally2 evo       | Agrotec Škoda Rally Team              | 1:59:27,6                    | 30+2                         |
| 2                            | Filip Mareš                  | Radovan Bucha                | Škoda Fabia Rally2 evo       | Entry Engineering – ATT Investments   | +37,6                        | 24                           |
| 3                            | Simon Wagner                 | Gerald Winter                | Škoda Fabia Rally2 evo       | Eurosol Racing Team Hungary           | +39,3                        | 21+3                         |
| 4                            | Erik Cais                    | Petr Těšínský                | Ford Fiesta Rally2           | Yacco ACCR Team                       | +46,4                        | 19                           |
| 5                            | Dominik Stříteský            | Jiří Hovorka                 | Škoda Fabia R5               | ACA Škoda Vančík Motorsport           | +56,6                        | *                            |
| 6                            | Norbert Herczig              | Ramón Ferencz                | Škoda Fabia Rally2 evo       | Team MRF Tyres                        | +3:43,1                      | 17+4                         |
| 7                            | Simone Campedelli            | Tania Canton                 | Škoda Fabia Rally2 evo       | Team MRF Tyres                        | +4:07,4                      | 15                           |
| 8                            | Václav Pech Jr.              | Petr Uhel                    | Ford Focus RS WRC '06        | EuroOil Team                          | +4:25,3                      | *                            |
| 9                            | Martin László                | Dávid Berendi                | Škoda Fabia Rally2 evo       | Topp-Cars Rally Team                  | +6:21,3                      | 13                           |
| 10                           | Albert von Thurn und Taxis   | Bernhard Ettel               | Škoda Fabia Rally2 evo       | BRR Baumschlager Rallye & Racing Team | +6:28,2                      | 11                           |
| 11                           | Adam Březík                  | Ondřej Krajča                | Škoda Fabia R5               | Samohýl Škoda Team                    | +6:55,0                      | 9+5                          |
| 12                           | Javier Pardo Siota           | Adrián Pérez Fernández       | Škoda Fabia Rally2 evo       | Team MRF Tyres                        | +7:16,2                      | 7                            |
| 13                           | Raphaël Astier               | Frédéric Vauclare            | Alpine A110 Rally RGT        | Raphaël Astier                        | +8:43,7                      | 5                            |
| 14                           | Aleš Jirásek                 | Petr Machů                   | Škoda Fabia R5               | PRAGA-Automotive s.r.o.               | +9:45,3                      | *                            |
| 15                           | Antonín Tlusťák              | Ivo Vybíral                  | Škoda Fabia Rally2 evo       | Antonín Tlusťák                       | +10:45,1                     | *                            |
| 16                           | Laurent Pellier              | Marine Pelamourgues          | Opel Corsa Rally4            | ADAC Opel Rallye Junior Team          | +11:08,2                     | 4                            |
| 17                           | Michal Horák                 | Ivan Horák                   | Škoda Fabia R5               | Futures Contproduct s.r.o.            | +12:11,7                     | *                            |
| 18                           | Andrea Mabellini             | Virginia Lenzi               | Renault Clio Rally4          | Toksport WRT                          | +12:40,3                     | 3                            |
| 19                           | Jaromír Tarabus              | Daniel Trunkát               | Peugeot 208 Rally4           | Jaromír Tarabus                       | +12:47,0                     | *                            |
| 20                           | Petr Zedník                  | Milan Pražák                 | Ford Fiesta Rally2           | Petr Zedník                           | +12:56,4                     | *                            |
| 21                           | Óscar Palomo Ortíz           | Rodrigo Sanjuan              | Peugeot 208 Rally4           | Óscar Palomo Ortíz                    | +13:31,5                     | 2                            |
| 22                           | Pavel Ševčík                 | Luděk Vajdák                 | Mitsubishi Lancer Evo IX     | Pavel Ševčík                          | +13:46,8                     | *                            |
| 23                           | Emmanuel Guigou              | Kévin Bronner                | Alpine A110 Rally RGT        | Emmanuel Guigou                       | +14:00,8                     | 1                            |
|                              |                              |                              |                              |                                       |                              |                              |
| 72                           | Tom Kristensson              | Andreas Johansson            | Hyundai i20 R5               | Kowax 2BRally Racing                  | +51:29,2                     | 0+1                          |

1. 1 2 3 4 5 6 7 8  Nieliczony w klasyfikacji ERC

## Klasyfikacja ERC po 7 rundach
Kierowcy
Punkty w klasyfikacji generalnej ERC otrzymuje 15 pierwszych zawodników, którzy uczestniczą w programie ERC i w ukończą wyścig, punktowanie odbywa się według klucza:
| Miejsce2 | 1  | 2  | 3  | 4  | 5  | 6  | 7  | 8  | 9 | 10 | 11 | 12 | 13 | 14 | 15 |
| Punkty   | 30 | 24 | 21 | 19 | 17 | 15 | 13 | 11 | 9 | 7  | 5  | 4  | 3  | 2  | 1  |

Dodatkowo punktowany jest ostatni odcinek rajdu, tzw. Power Stage, według klucza 5-4-3-2-1. W tabeli podano, które miejsce zajął zawodnik w rajdzie, a w indeksie górnym które miejsce zajął na Power Stage.
| Poz | Kierowca                   | POR | AZO | ESP | POL | LAT | ITA | CZE | ESP | Punkty | Naj 7 |
| --- | -------------------------- | --- | --- | --- | --- | --- | --- | --- | --- | ------ | ----- |
| 1   | Efrén Llarena              | 10  | 1   | 2   | 4   | 23  | 4   | NU  |     | 137    | 137   |
| 2   | Simone Tempestini          | NU  | 42  | 8   | 52  | 9   | 6   | NW  |     | 79     | 79    |
| 3   | Javier Pardo               | 4   | 13  | 7   | 9   | 8   | 75  | 10  |     | 76     | 76    |
| 4   | Simone Campedelli          | NU  | 75  | 5   | 35  |     | 2   | 6   |     | 71     | 71    |
| 5   | Nil Solans                 | 14  |     | 13  | NU  | 11  | NW  |     |     | 70     | 70    |
| 6   | Alberto Battistolli        | 53  | 9   | X   | 8   | 72  | NU  | NU  |     | 57     | 57    |
| 7   | Ken Torn                   | 271 | NU  |     | 3   | 4   | 11  | NU  |     | 55     | 55    |
| 8   | Norbert Herczig            | NU  | 8   | 9   | 10  |     | 10  | 52  |     | 55     | 55    |
| 9   | Yoann Bonato               |     |     | 34  |     | 10  | 3   |     |     | 54     | 54    |
| 10  | Simon Wagner               |     | 34  | 371 |     | 14  |     | 3   |     | 54     | 54    |
| 11  | Armindo Araújo             | 2   | 5   |     |     |     |     |     |     | 45     | 45    |
| 12  | Mārtiņš Sesks              | NC  | 10  |     | 17  | 1   | 31  |     |     | 42     | 42    |
| 13  | Filip Mareš                |     |     |     | 7   |     | 231 | 2   |     | 42     | 42    |
| 14  | Jan Kopeckŷ                |     |     |     |     |     |     | 14  |     | 32     | 32    |
| 15  | Tom Kristensson            |     |     |     | 24  | 12  |     | 255 |     | 31     | 31    |
| 16  | Mikołaj Marczyk            |     |     |     | 1   |     |     |     |     | 30     | 30    |
| 17  | Damiano De Tommaso         |     |     |     |     |     | 1   |     |     | 30     | 30    |
| 18  | Bruno Magalhães            | 6   | 6   |     |     |     |     |     |     | 30     | 30    |
| 19  | Ricardo Moura              |     | 23  |     |     |     |     |     |     | 27     | 27    |
| 20  | Grzegorz Grzyb             |     |     | NU  | 6   |     | 8   |     |     | 26     | 26    |
| 21  | Gregor Jeets               |     |     |     | 115 | 5   |     |     |     | 24     | 24    |
| 22  | Georg Linnamäe             | 35  |     |     |     |     |     |     |     | 22     | 22    |
| 23  | Mikko Heikkilä             |     |     |     |     | 3   |     |     |     | 21     | 21    |
| 24  | Andrea Crugnola            |     |     |     |     |     | 52  |     |     | 21     | 21    |
| 25  | Erik Cais                  | NU  |     |     |     |     |     | 4   |     | 19     | 19    |
| 26  | Enrique Cruz               |     |     | 4   |     |     |     |     |     | 19     | 19    |
| 27  | José Pedro Fontes          | 7   | 12  |     |     |     |     |     |     | 17     | 17    |
| 28  | Josep Bassas               | NU  |     | 6   |     | 29  |     |     |     | 15     | 15    |
| 29  | Hayden Paddon              |     |     |     |     | 6   |     |     |     | 15     | 15    |
| 30  | Albert von Thurn und Taxis |     |     |     |     |     | 12  | 8   |     | 15     | 15    |
| 31  | Adam Brezik                |     |     |     |     |     |     | 91  |     | 14     | 14    |
| 32  | Martin Laszlo              |     |     |     |     | NU  | NU  | 7   |     | 13     | 13    |
| 33  | Ricardo Teodósio           | 8   | NU  |     |     |     |     |     |     | 11     | 11    |
| 34  | Pedro Almeida              | 9   | 19  |     |     |     |     |     |     | 9      | 9     |
| 35  | Tommaso Ciuffi             |     |     |     |     |     | 9   |     |     | 9      | 9     |
| 36  | Łukasz Kotarba             | NU  | 26  | 11  | 15  | NU  | 14  |     |     | 8      | 8     |
| 37  | Miguel Suárez              |     |     | 10  |     |     |     |     |     | 7      | 7     |
| 38  | Joan Vinyes                | 13  | 16  | 12  | 21  |     | 20  |     |     | 7      | 7     |
| 39  | Laurent Pellier            |     |     | 15  | 20  | 36  | 16  | 11  |     | 6      | 6     |
| 40  | Luis Vilariño              | 11  | 18  |     |     |     |     |     |     | 5      | 5     |
| 41  | Miguel Correia             | NU  | 11  |     |     |     |     |     |     | 5      | 5     |
| 42  | Vaidotas Žala              |     |     |     | 341 | NU  |     |     |     | 5      | 5     |
| 43  | Andrea Mabellini           | 20  | 22  | 17  | NU  | 25  | 19  | 12  |     | 4      | 4     |
| 44  | Paulo Nobre                | 12  | NU  |     |     |     |     |     |     | 4      | 4     |
| 45  | Adrian Chwietczuk          |     |     |     | 12  |     |     |     |     | 4      | 4     |
| 46  | Óscar Palomo               | 19  |     | 18  | 24  | 15  | 22  | 13  |     | 4      | 4     |
| 47  | Robert Virves              |     |     |     | 13  |     | 15  |     |     | 4      | 4     |
| 48  | Priit Koik                 |     |     |     | 16  | 13  |     |     |     | 3      | 3     |
| 49  | José Luis García           | NU  |     | 13  |     |     | NU  |     |     | 3      | 3     |
| 50  | Antonio Rusce              |     |     |     |     |     | 13  |     |     | 3      | 3     |
| 51  | Kaspar Kasari              | 14  |     |     | 19  | 17  |     |     |     | 2      | 2     |
| 52  | Rachele Somaschini         | NU  | 20  | 14  |     |     | 17  |     |     | 2      | 2     |
| 53  | Luís Rego                  |     | 14  |     |     |     |     |     |     | 2      | 2     |
| 54  | Maciej Lubiak              |     |     |     | 14  |     |     |     |     | 2      | 2     |
| 55  | Martin Vlcek               |     |     |     |     |     |     | 14  |     | 2      | 2     |
| 56  | Alberto Monarri            | 15  | 28  | 39  | 33  |     | 18  |     |     | 1      | 1     |
| 57  | Daniel Polášek             |     |     | 26  | 32  | NU  | NU  | 15  |     | 1      | 1     |
| 58  | Pedro Câmara               |     | 15  |     |     |     |     |     |     | 1      | 1     |

| Kolor     | Opis                   |
| --------- | ---------------------- |
| Złoty     | Zwycięzca              |
| Srebrny   | 2. miejsce             |
| Brązowy   | 3. miejsce             |
| Zielony   | Punktowane miejsce     |
| Niebieski | Ukończył nie punktował |
| Fioletowy | Nie ukończył NU        |
| Czarny    | Wykluczony X           |
| Biały     | Nie wystartował NW     |
| Puste     | Nie brał udziału       |